# Сибиреведение
«Сибиреведение» — информационный бюллетень, издававшийся с 1927 по 1930 год в Новосибирске. Официальный орган Общества изучения Сибири и её производительных сил (ОИС) и научно-исследовательского бюро Сибкрайплана.

## Общие сведения
Первый номер был издан в январе 1927 года.
С 1927 по 1928 год «Сибиреведение» выходило ежемесячно, но в 1929 было опубликовано лишь четыре номера, а в 1930 — шесть.
Содержание бюллетеня составляли преимущественно сведения о работе ОИС. В нём печатались выступления, доклады, резолюции пленарных заседаний Общества, научно-исследовательские планы, касавшиеся, например, экспедиций по Сибири. Также на его страницах появлялась хроника краеведческой деятельности на местах, информация и отчёты отделений ОИС в Омске, Томске, Красноярске, Иркутске и т. д.
Выпуск «Сибиреведения» остановился в 1930 году на № 6.

## Известные работники
В работе над изданием принимали участие ведущие учёные и краеведы Общества изучения Сибири, под статьи которых отводился заметный объём всего бюллетеня: В. Г. Болдырев, Н. К. Ауэрбах, П. К. Казаринов, Г. А. Краснов и т. д.